# 內裏
內裏（日语：／ Dairi */?）是日本平安時代天皇與後宮的住所，位於平安宮宮苑（大內裏）內。

## 平安時代內裏中各殿舍及建築

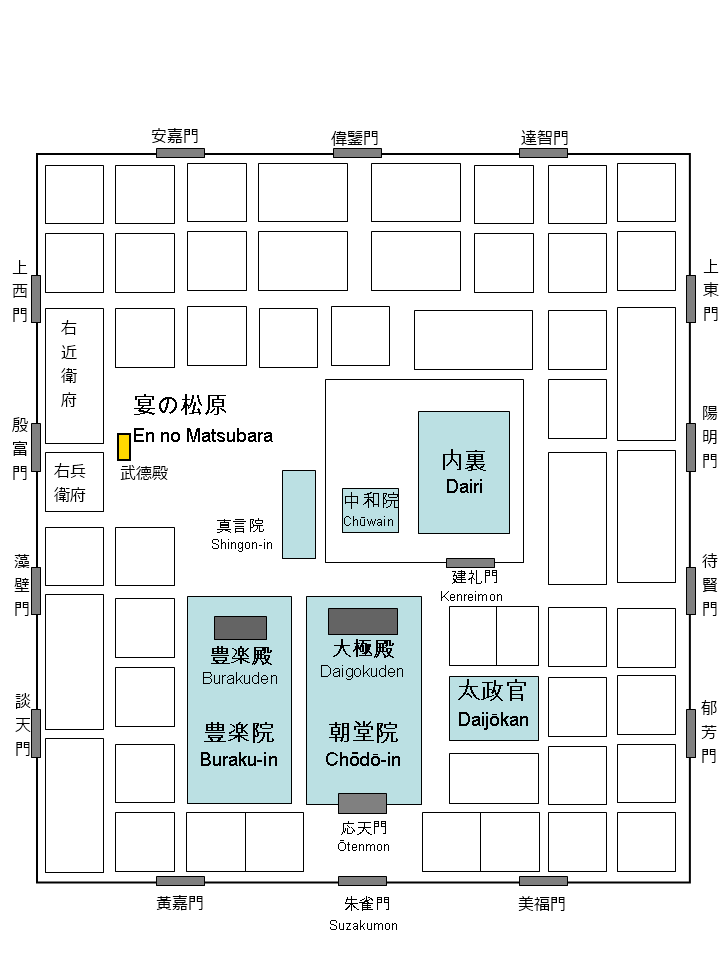
原平安京大內裏全圖，可自圖中見「內裏」藍色區域，詳圖如下

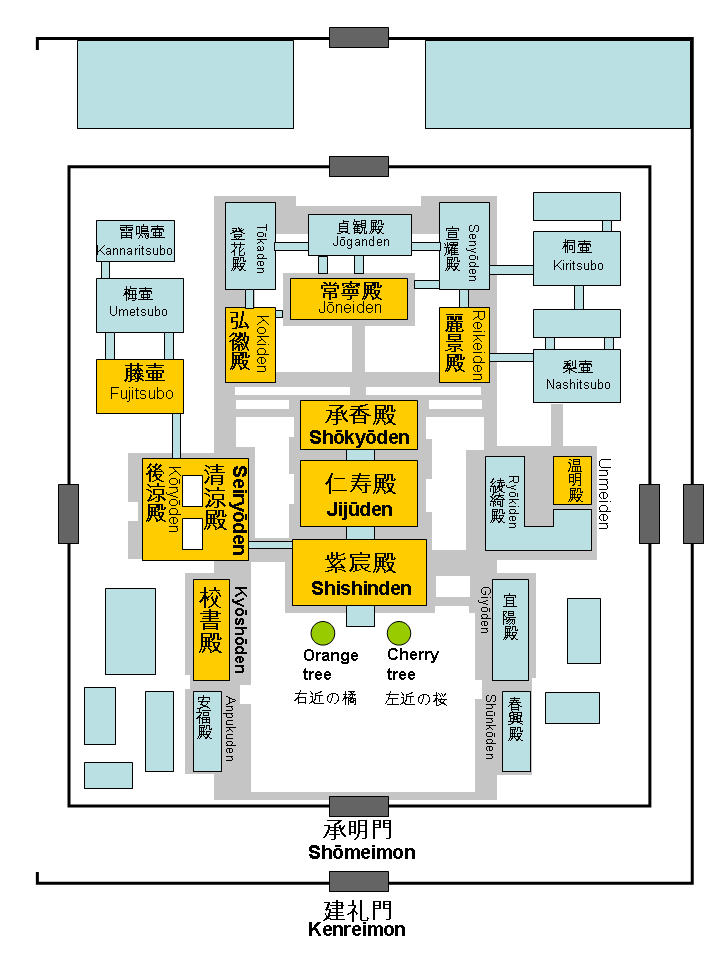
平安宮内裏平面圖

### 內重

#### 內宴之殿
- 仁壽殿（日语：仁寿殿），亦稱為中殿、後殿。平安時代初期，曾做為天皇日常起居的寢殿。而隨著宇多天皇將寢殿移至清涼殿後，此殿即成為觀賞相撲、舉行內宴的殿閣了。

#### 天皇寝宫

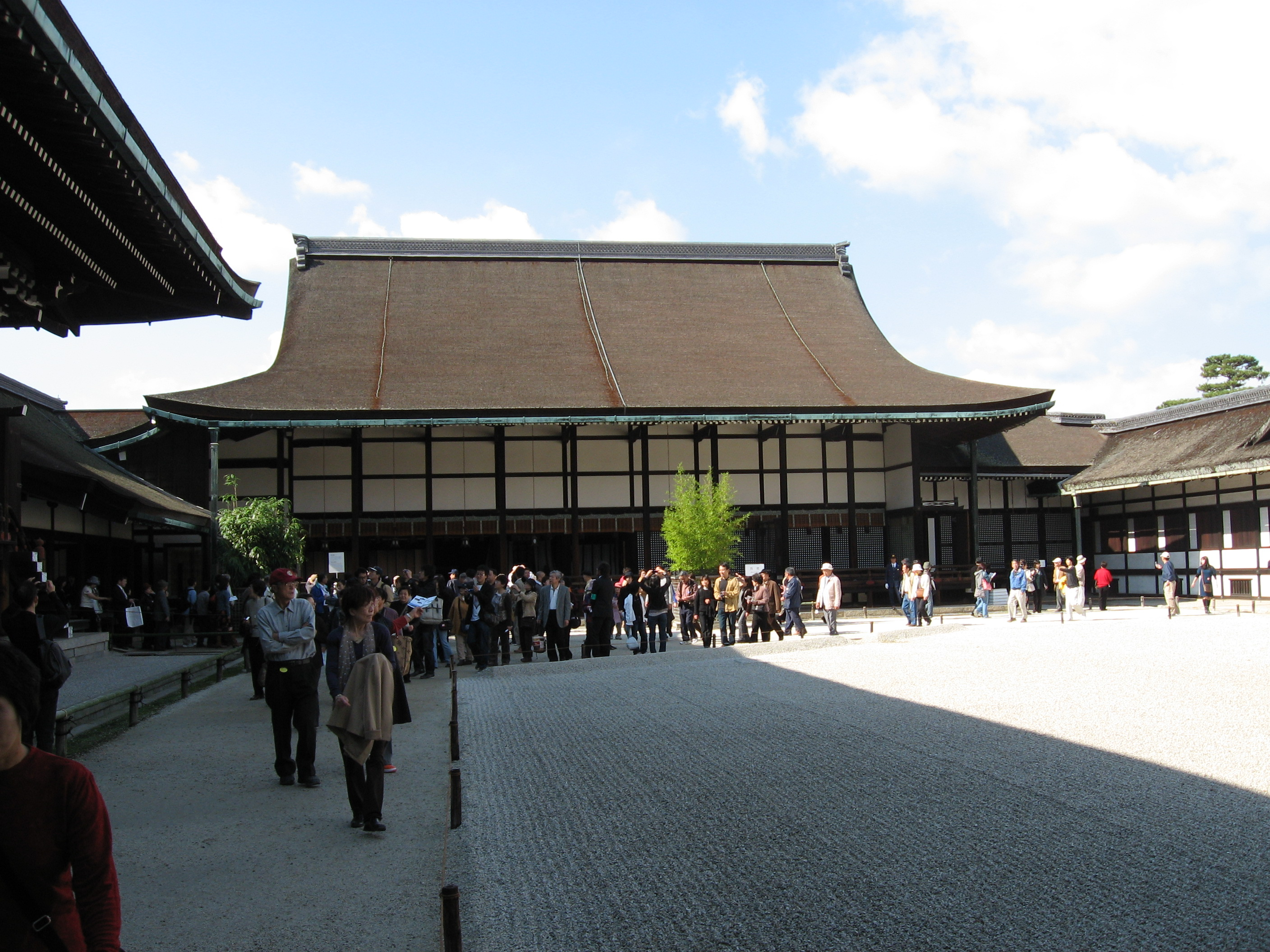
清涼殿

- 清涼殿
  - 御湯殿
  - 朝餉壺
  - 台盤所壺
- 後涼殿
  - 納殿（日语：納殿）
  - 御廚子所
  - 御膳宿

### 七殿五舍（日语：七殿五舎）

#### 後宮七殿
- 承香殿，為天皇御所內的後宮七殿之一。

其東側下角為清涼殿，北面正上方為為常寧殿。北面東側為弘徽殿、西側則是麗景殿，是天皇所寵愛之女御的住所。
居住名人：
徽子女王（村上天皇女御）
藤原胤子（宇多天皇女御）
源和子（醍醐天皇女御，光孝天皇皇女）
尊子內親王（圓融天皇女御，冷泉天皇皇女）
藤原元子（一條天皇女御）
藤原昭子（後三條天皇女御）
藤原道子（白河天皇女御）
藤原忻子（後白河天皇中宮）
- 常寧殿，為天皇御所內的後宮七殿之一。最初是以做為皇后御殿而建造之殿閣，亦是舉行「五節舞姬（日语：五節舞）、帳台試（日语：五節舞）」的地方，故別名為五節殿。

位於承香殿北，西側是弘徽殿和登華殿，東側則有麗景殿和宣耀殿，為皇后、中宮或地位較高之女御的宮室。
居住名人：
藤原明子（文德天皇女御）
藤原高子（清和天皇女御）
班子女王（光孝天皇女御）
- 貞觀殿，為天皇御所內的後宮七殿之一，又稱為御匣殿。

位於常寧殿北面正上方，其西側有登華殿、西側下角則是弘徽殿。東側是宣耀殿、東側下角則是麗景殿。
居住名人：
藤原登子（村上天皇尚侍，藤原師輔之女）
- 弘徽殿，為天皇御所內的後宮七殿之一。

其北面正上方為登花殿。東側上角是常寧殿、下角是承香殿，而西側下角則是清涼殿。由於位於天皇所居的清涼殿很近，因此多作為皇后、中宮或有勢力的女御所居之宮室。
居住名人：
藤原穩子（醍醐天皇皇后）
藤原述子（村上天皇女御）
藤原遵子（圓融天皇中宮）
藤原忯子（花山天皇女御）
藤原義子（一條天皇女御）
禎子內親王（後朱雀天皇皇后）
藤原嫄子（後朱雀天皇中宮）
藤原生子（後朱雀天皇女御）
馨子內親王（後三條天皇中宮，後一條天皇皇女，後居登花殿）
- 登華殿（日语：登華殿），為天皇御所內的後宮七殿之一。

位於弘徽殿北、貞觀殿西，東側稍遠是襲芳舍（別稱雷鳴壺）和凝花舍（別稱梅壺），一般作為地位較高的女御宮室。
居住名人：
藤原定子（一條天皇皇后）
藤原登子（村上天皇中宮）
藤原嬉子（後朱雀天皇東宮妃）
馨子內親王（後三條天皇中宮，曾居弘徽殿）
- 麗景殿，為天皇御所內的後宮七殿之一。

其西側下角為承香殿、上角則是常寧殿，北面正上方為宣耀殿。而在東側則有朝陽舍（別稱梨壺）和朝陽北舍，東側上角則是淑景舍（別稱桐壺）和淑景北舍，雖然此殿距離清涼殿較遠，但根據史料看來，麗景殿一般作為皇后、中宮、受寵之女御、皇太后或後宮女性長輩所居之殿。
居住名人：
莊子女王（村上天皇女御）
藤原媓子（圓融天皇中宮）
尊子內親王（圓融天皇女御，冷泉天皇皇女）
藤原姚子（花山天皇女御）
藤原綏子（三條天皇女御）
禎子內親王（原居弘徽殿）
藤原延子（後朱雀天皇女御）
藤原賢子（白河天皇中宮）
- 宣耀殿，為天皇御所內的後宮七殿之一。

以此殿為中心，東側是貞觀殿、東側下角則是常寧殿。南面正下方為麗景殿，西側為淑景舍和淑景北舍、西側下角則是朝陽舍和朝陽北舍。由於此殿距離天皇平日所居之清涼殿甚遠，因此住在此殿的嬪妃大多身分不高或不受寵。
居住名人：
藤原芳子（村上天皇女御）
藤原娍子（三條天皇皇后）
禎子內親王（原居弘徽殿、麗景殿）
章子內親王（後冷泉天皇中宮，原居飛香舍）
藤原道子（白河天皇女御）

#### 內裏五舍

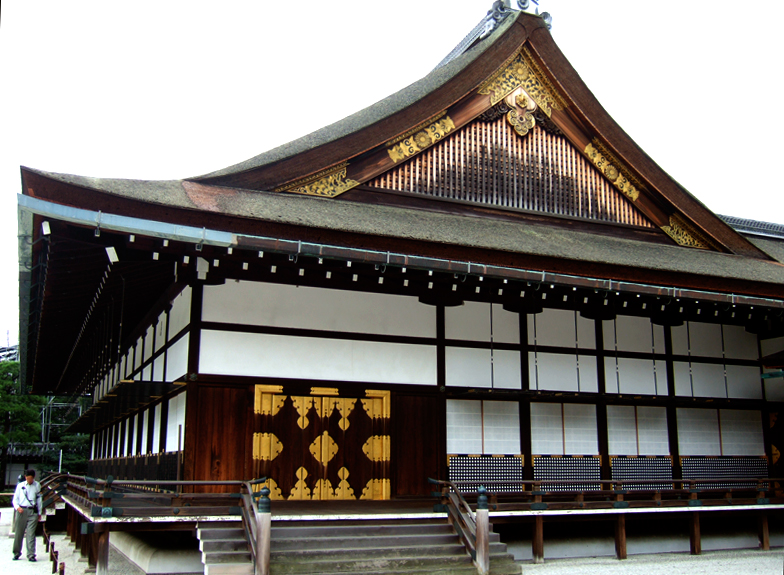
京都御所の小御所（昭陽舎代）

- 飛香舍，因庭中種有藤花，故又名（藤壺）。南面是清涼殿、後涼殿，北面是凝花舍，東面是弘徽殿。

居住名人：
藤原彰子（一條天皇中宮）
藤原妍子（三條天皇中宮，彰子之妹）
藤原威子（後一條天皇中宮，彰子、妍子之妹）
章子內親王（後冷泉天皇中宮，後一條天皇與威子之女）
藤原安子（村上天皇中宮）
橘氏（鳥羽天皇女御）
藤原育子（二條天皇中宮）
- 凝花舍（日语：凝花舎），因庭中種有紅、白梅，故又名（梅壺）。南面是飛香舍，北面是襲芳舍，東面是弘徽殿、登華殿。

居住名人：
藤原詮子（圓融天皇女御，日本第一位女院）
藤原生子（後朱雀天皇女御）
源基子（後三條天皇女御）
三條琮子（後白河天皇女御）
- 襲芳舍（日语：襲芳舍），因庭中放置有遭落雷襲擊而燒毀的巨木，故又名（雷鳴の壺）。位於御所西北角，南面是凝花舍，東面是登華殿。

- 昭陽舍，因庭中種有梨樹，故又名（梨壺）。在平安時代以此處做為東宮御所。南面是溫明殿、綾綺殿，北面是昭陽北舍，西面是麗景殿。

居住名人：
藤原慶子（朱雀天皇女御）
藤原安子（村上天皇中宮，原居飛香舍）
- 淑景舍（日语：淑景舎），因庭中種有桐樹，故又名（桐壺）。南面是昭陽北舍，北面是淑景北舍（位於御所東北角），西面是宣耀殿。

居住名人：
藤原原子（三條天皇女御）

#### 其他內裏建築

修缮后的春兴殿

- 造物所
- 進物所
- 藏人所町屋
- 校书殿，亦稱為文殿（日语：文殿）、納殿。
  - 藏人所
  - 校書所
  - 右近陣座
- 月華門
- 安福殿（日语：安福殿），亦稱為藥殿。
- 右腋門
- 左腋門
- 春興殿（日语：春興殿）
- 日華門（日语：日華門）
- 宜陽殿（日语：宜陽殿）
- 綾綺殿
- 溫明殿
- 賢所（日语：賢所）
- 御輿宿

### 中重
- 中和院
- 內膳司
- 采女町
- 蘭林坊
- 桂芳坊
- 華芳坊

## 內裏內重、中重、外重各宮門
內裏的各宮門名，幾乎都曾被用來當做歷代女院的名號，以下介紹御所各殿舍、內重十二門、中重六門和外重十二門，（）內為曾以此門之名作為女院封號之名。

### 內重十二門
- 玄輝門（玄輝門院：洞院愔子，伏見天皇之母）

內重十二門之一，為御所北面中央的門
- 承明門（承明門院：源在子，土御門天皇之母）

內重十二門之一，為御所南面中央的門
- 宣陽門（宣陽門院：覲子內親王，後白河天皇之皇六女）

新宣陽門院：（憲子內親王，後村上天皇皇女） 內重十二門之一，為御所東面中央的門
- 陰明門（陰明門院：大炊御門麗子，土御門天皇中宮）

內重十二門之一，為御所西面中央的門
- 長樂門（長樂門院：德大寺忻子，後二条天皇中宮）

內重十二門之一，位於御所南面承明門東側
- 永安門（永安門院：穠子內親王（日语：穠子内親王），順德天皇之皇長女）

內重十二門之一，位於御所南面承明門西側
- 武德門

內重十二門之一，位於御所西面陰明門南側。
- 遊義門（遊義門院：姈子內親王，後深草天皇皇女）

內重十二門之一，位於御所西面陰明門北側
- 徽安門（徽安門院：壽子內親王（日语：寿子内親王），花園天皇皇女，光嚴天皇之妃）

內重十二門之一，位於御所北面玄輝門西側
- 安喜門（安喜門院：三条有子，後堀河天皇皇后）

內重十二門之一，位於御所北面玄輝門東側
- 嘉陽門（嘉陽門院：禮子內親王（日语：礼子内親王 (後鳥羽天皇皇女)），後鳥羽天皇之皇二女）

內重十二門之一，位於御所東面宣陽門北側
- 延政門（延政門院：悅子內親王（日语：悦子内親王），後嵯峨天皇之皇女）

內重十二門之一，位於御所東面宣陽門南側

### 中重六門

日本京都御所的东侧门——建春门

- 建禮門（建禮門院：平德子，高倉天皇中宮、安德天皇之母）

中重六門之一，位於中重南面中央的位置，和內重的承明門相對應。
- 修明門（修明門院：高倉重子，順德天皇之母）

中重六門之一，位於中重南面西側，其東側是建禮門，次東側是春華門。
- 宜秋門（宜秋門院：九条任子，後鳥羽天皇中宮）

中重六門之一，位於中重西面中央，門內為一筆直大路，直通內重陰明門。
- 朔平門（朔平門院：璹子內親王（日语：璹子内親王），伏見天皇皇長女）

新朔平門院：鷹司祺子，仁孝天皇女御）中重六門之一，位於中重北面中央的位置，和內重的玄輝門相對應。
- 建春門（建春門院：平滋子，高倉天皇之母）

中重六門之一，位於中重東面中央的位置，和內重的宣陽門相對應。
- 春華門（春華門院：昇子內親王，後鳥羽天皇之皇長女）

中重六門之一，位於中重南面東側，其西側是建禮門，次西側是修明門。

### 外重十二門
此為平安宮（大內裏）外圍之門，今已無存，亦非御所外圍之門。最早外重十二門的名字，是由警衛門部的氏族名稱為名的，在西元818年殿門改號時，統一改成唐風門名。
- 朱雀門→由天忍日命的子孫大伴氏（日语：大伴氏）守衛。

舊稱大伴門（一稱南門），為外重南面中央的正門，採用重閣御門的形式建造，跟其他宮門比起較為高大寬廣。
- 皇嘉門（皇嘉門院：藤原聖子，崇德天皇中宮）→由若犬養連（日语：犬養部）守衛。

新皇嘉門院：(鷹司繁子，仁孝天皇皇后）舊稱若犬養門，為朱雀門西側的宮門，由右衛門府負責守衛其安全。
- 談天門（談天門院：五辻忠子，後醍醐天皇之母）→由壬生氏（日语：壬生氏）守衛。

舊稱玉手門，為外重西側最南端的門，在此門左右兩側分別是左馬寮和右馬寮的官舍，因此又稱馬寮御門
- 藻璧門（藻璧門院：九条竴子，後堀河天皇中宮、四条天皇之母）→由和大伴氏有近親關係的佐伯氏（日语：佐伯氏）守衛。

舊稱佐伯門，為談天門北側的宮門，又稱西中御門
- 殷富門（殷富門院：亮子內親王，後白河天皇之皇長女）→由伊福部氏（日语：伊福部氏）守衛。

舊稱伊福部門，為藻璧門北側的西門，由於門內北側是右近衛府的官舍，因此又稱西近衛御門。
- 上西門（上西門院：統子內親王，鳥羽天皇之皇二女、後白河天皇中宮）

新上西門院：（鷹司房子，靈元天皇中宮）為外重西側最北端的門，由於此門專做搬運貨物之用，因此設計非常簡單，同時也不屬於外重十二門。
- 安嘉門（安嘉門院：邦子內親王，守貞親王之女）→由海犬養連（日语：犬養部）守衛。

舊稱海犬養門，為外重北側最西端的門，門內為兵庫寮的官舍，因此又稱兵庫寮（司）御門。
- 偉鑒門→由猪養氏（日语：猪養氏）守衛。

舊稱豬使（豬養）門，為外重北側中央的門，由左衛門府和右衛門府，分別以一年為期輪流守衛。又稱玄武門或不開門
- 達智門（達智門院：獎子內親王，後宇多天皇之皇長女）→由火明命的子孫丹治比連（丹比氏）（日语：多治比氏）守衛。

舊稱丹至比門或丹比門，為外重北面東門。
- 上東門（上東門院：藤原彰子，一条天皇中宮、後一条、後朱雀兩位天皇之母）

新上東門院：(勸修寺晴子，後陽成天皇之母）與外重西面相對應的上東門，為外城東面最北之門，其東側是土御門大路，沿途多為高級朝臣之府邸所在，因此結束完宮中事務的朝臣多以此門退出皇城歸邸。
- 陽明門（陽明門院：禎子內親王，三条天皇之皇三女、後朱雀天皇皇后、後三条天皇之母。）→由山氏（日语：山氏）守衛。

新陽明門院：（近衛位子，龜山天皇之妃）舊稱山部門或山門，位於上東門南側，門內北側為左近衛府官舍，因此又稱近衛御門，西元785年時，將山部氏之氏名簡化為山，因此在818年4月改稱為山門。
- 待賢門（待賢門院：藤原璋子，鳥羽天皇中宮，崇德、後白河兩位天皇之母）→由建部氏（日语：建部氏）守衛。新待賢門院：（阿野廉子，後村上天皇之母）（新待賢門院：正親町雅子，孝明天皇之母）

舊稱健部門，為陽明門南側之門，又稱中御門。
- 郁芳門（郁芳門院：媞子內親王，白河天皇之皇長女、堀河天皇中宮）→由的氏（日语：的氏）守衛。

舊稱的門，為外重東側最南端之門，門內北側是大炊寮的官舍，因此又稱大炊御門。
- 美福門（美福門院：藤原得子，鳥羽天皇皇后、近衛天皇之母）→由壬生氏（日语：壬生氏）守衛。

舊稱壬生御門，為外城南面東側之門，由左近衛府負責守衛。